# Brève de Koch
Erythropitta kochi
Espèce
Statut de conservation UICN

 NT  : Quasi menacé
Statut CITES
La Brève de Koch (Erythropitta kochi) est une espèce de passereau appartenant à la famille des Pittidae.